# Mikroregion
Als Mikroregion wird eine geographische oder politische Einheit von Städten und Gemeinden bezeichnet.

## Brasilien
In Brasilien gibt es den Begriff Mikroregion im geostatistischen Zusammenhang. Als Übersetzung des portugiesischen Wortes microrregião („kleines Gebiet“) ist eine Mikroregion gemäß der brasilianischen Verfassung aus dem Jahre 1988 eine Zusammenstellung aneinandergrenzender Gemeinden oder Städte. Dabei müssen diese nicht zwingend politisch zusammenhängen. Es sind vielmehr Gemeinsamkeiten in sozialer und ökonomischer Hinsicht, welche zu einer festgelegten Einheit als Mikroregion führen.
Mikroregionen werden vom brasilianischen Institut für Geographie und Statistik (IBGE) festgelegt, um als Hilfestellung für dessen Arbeit zu dienen und damit eine bessere Grundlage zur Planbarkeit und Organisation verschiedener Belange des öffentlichen Interesses zu haben. Neben der Mikroregion gibt es zudem in Brasilien als Festlegung die Mesoregion, ein demselben Zweck dienlicher, jedoch größerer Bereich, der mehrere Mikroregionen umfasst.
Die Einteilung in Mikroregionen galt von 1988 bis 2017, dann wurden sie durch Região geográfica imediata als System des IBGE abgelöst.

## Deutschland
In Deutschland sind es oft Grenzregionen oder wirtschaftliche Zentren (Beispiel: Freunde im Herzen Europas).

## Tschechien
In Tschechien handelt es sich um Vereinigungen der im Umland von Landstädten befindlichen kleineren Gemeinden zur Wahrnehmung von Verwaltungsaufgaben, ähnlich einer Samtgemeinde. Ein Beispiel dafür ist die Mikroregion „Šumava – západ“ (Böhmerwald – Westen), diese umfasst 12 Gemeinden.